# مولينيا سماوية
المولينيا السماوية (الاسم العلمي:Molinia caerulea) أو حشيشة السبخات الأرجوانية (بالإنجليزية: purple moor grass)‏ هي نوع من النباتات يتبع جنس المولينيا من الفصيلة النجيلية.

## صور

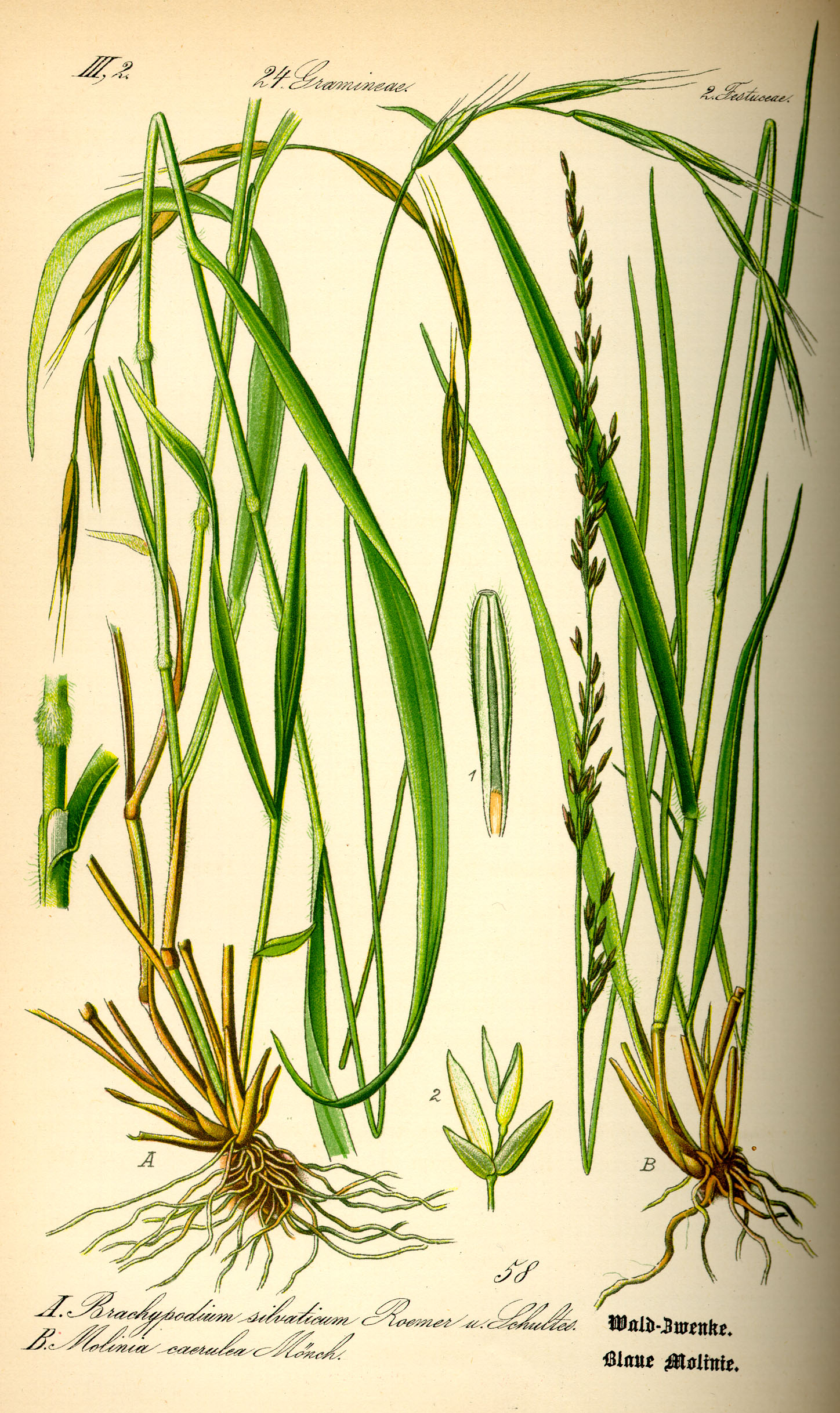
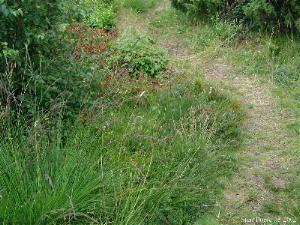
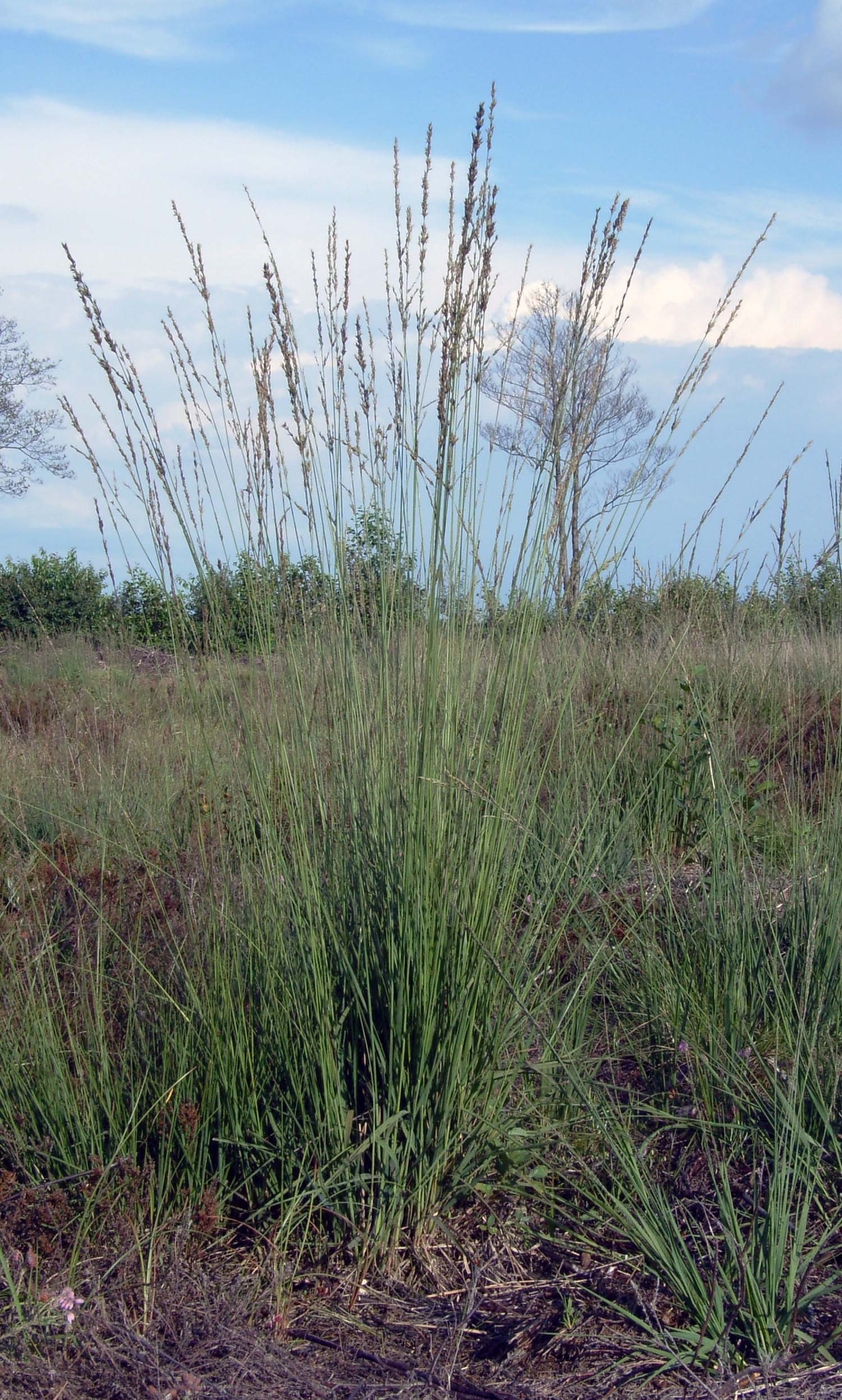
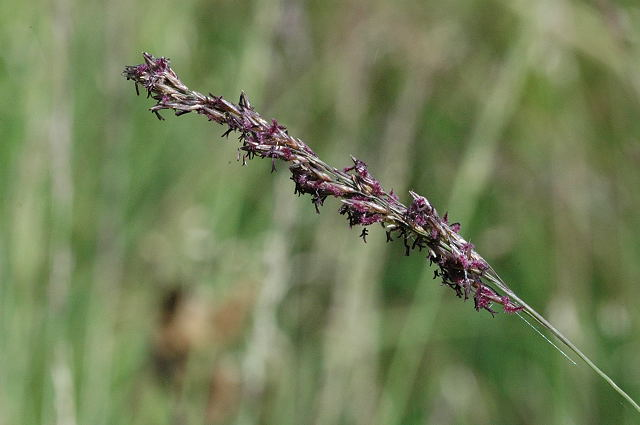
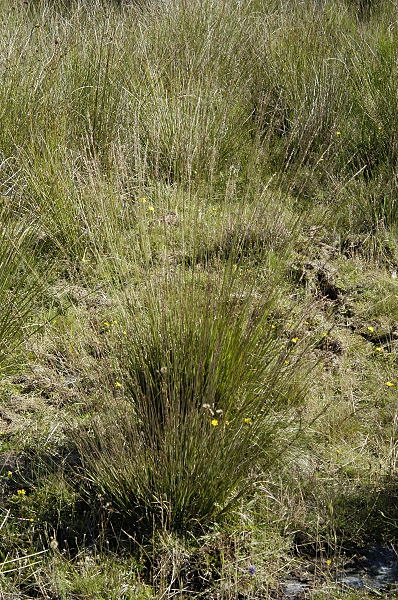
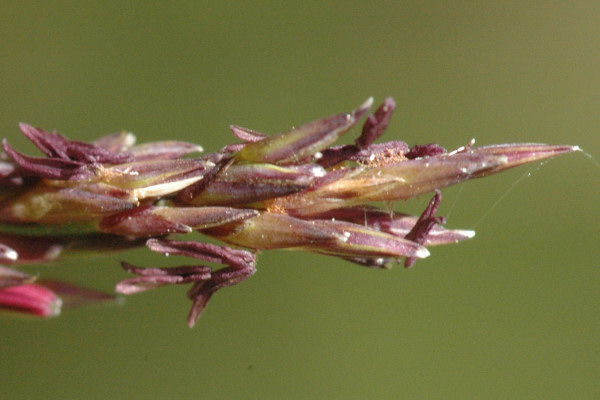
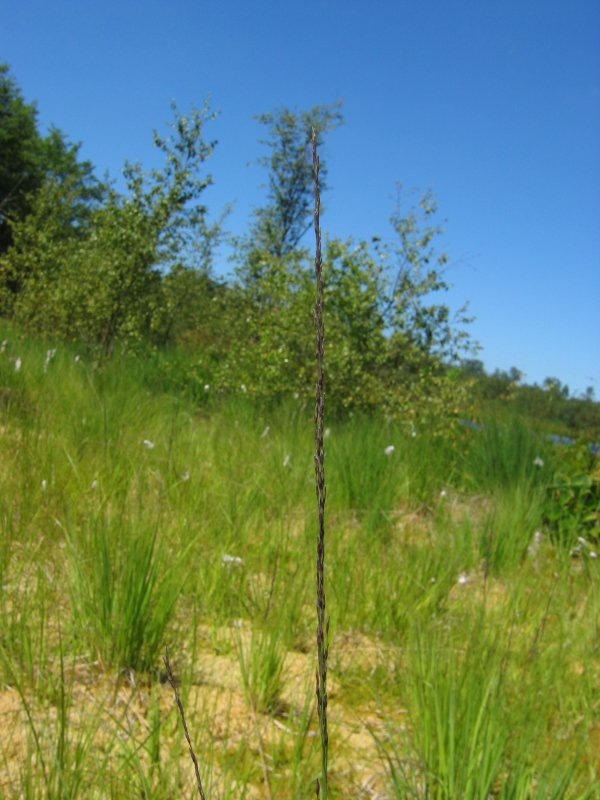
ازهرار
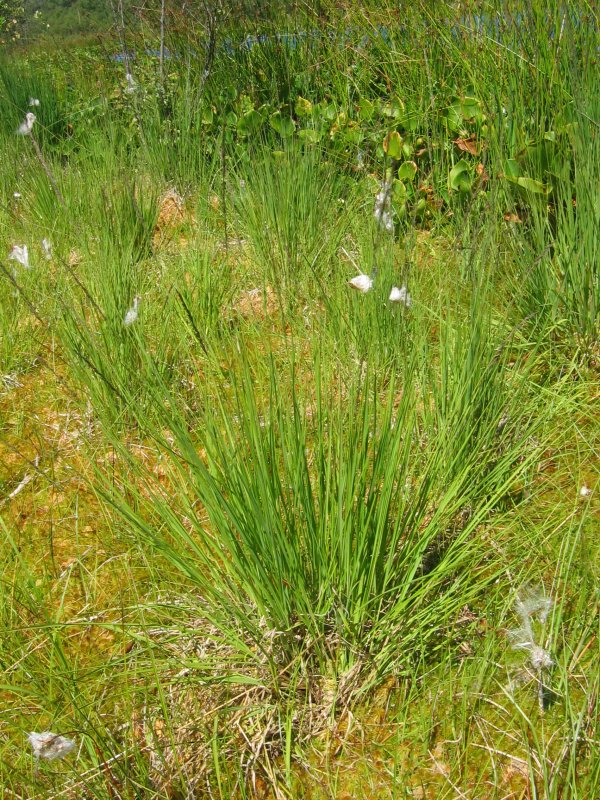
Habitus (German Horst)
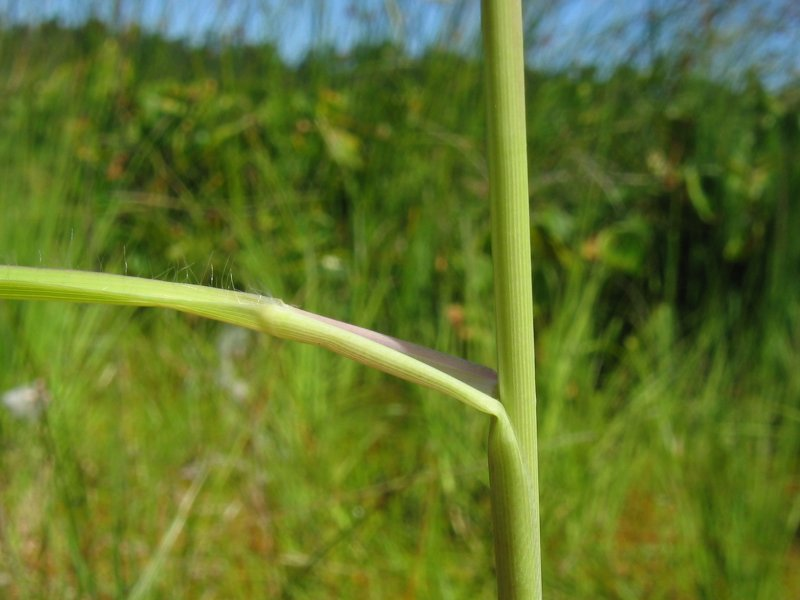
Leaf and vegetative parts
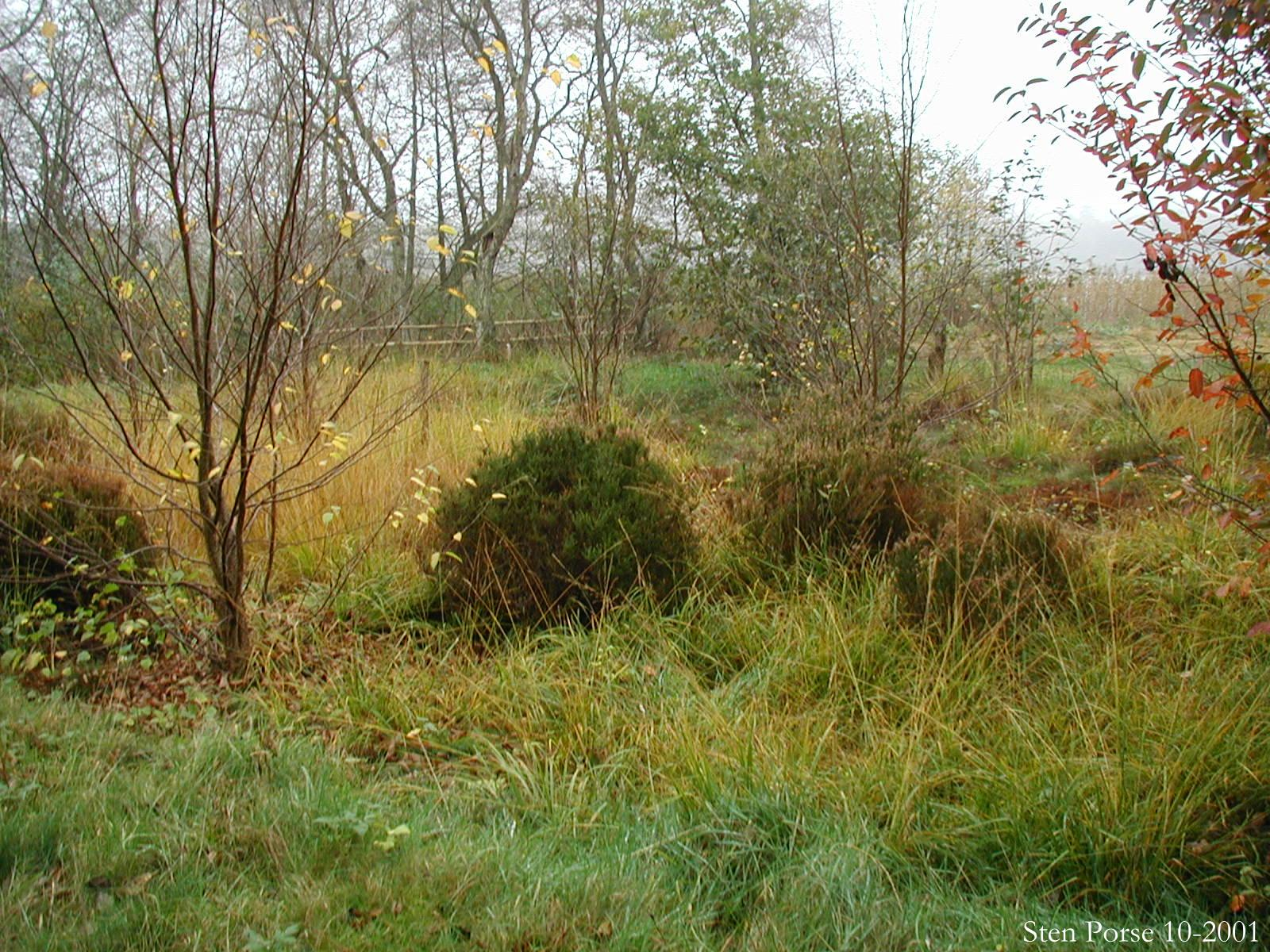
Molinia caerulea at natural habitat near Silkeborg, Denmark.
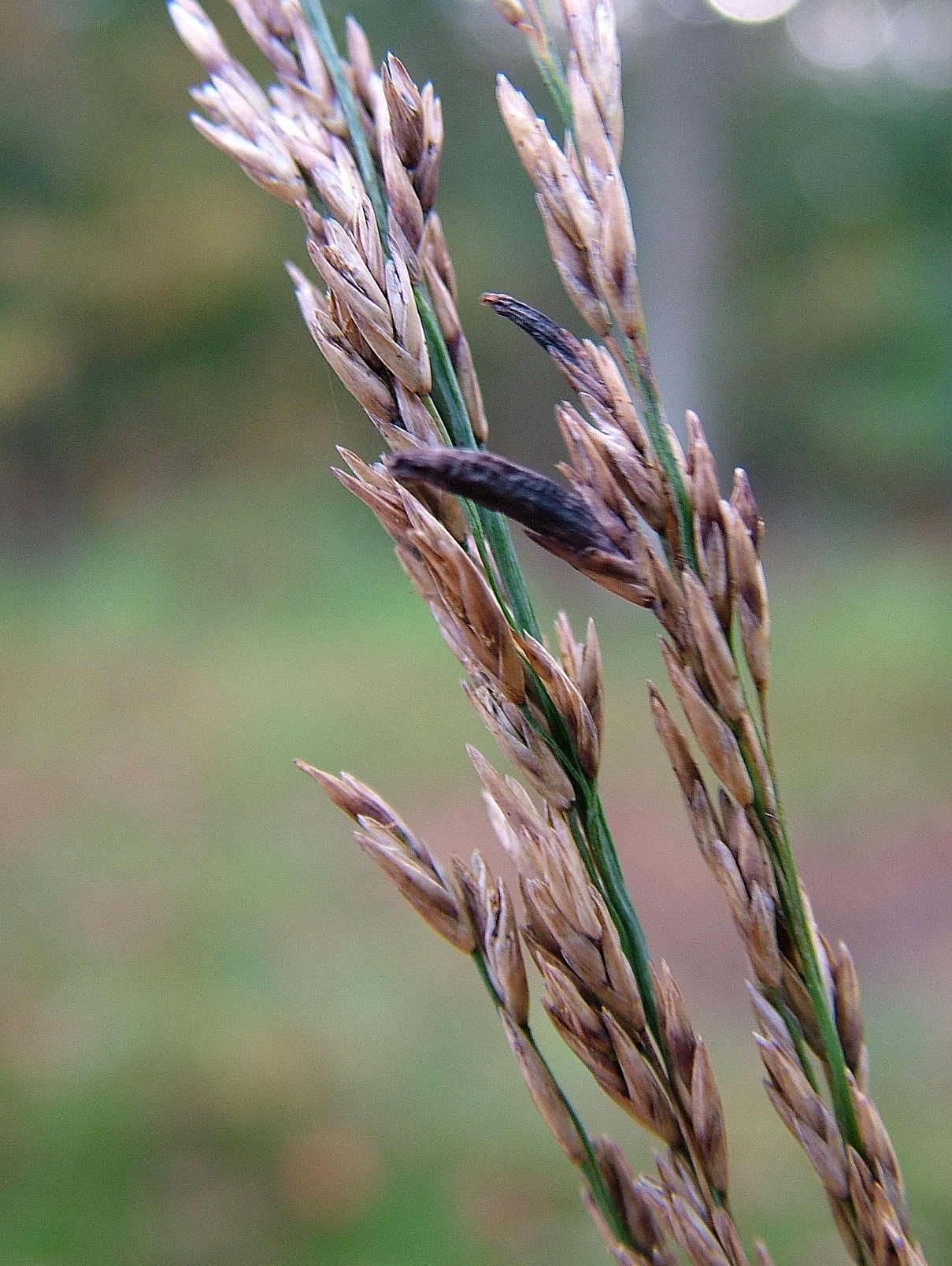
Sclerotium of Claviceps purpurea which grows on the seeds of purple moor grass.